# Français établis hors de France
Pour les articles homonymes, voir Communauté française.
Les Français établis hors de France sont les citoyens français vivant en dehors du territoire actuel de la République française. Au 31 décembre 2023, plus de 1 692 978 citoyens Français étaient recensés comme vivant à l'étranger, mais leur nombre est estimé à plus de 2,5 millions de personnes.

## Historique

### Victimes des persécutions religieuses
Au cours de l'histoire, des centaines de milliers de Français se sont établis hors du territoire national pour échapper aux persécutions religieuses.
Ainsi, les protestants aux XVIe et XVIIe siècles, d'abord près de 5 000 vers la République de Genève en 1549-1560, puis des contingents plus importants au lendemain du massacre de la Saint-Barthélemy, durant les guerres de religion, pour atteindre la dimension d'un exode à la suite de la révocation de l'Édit de Nantes en 1685. Les historiens, comme Pierre Gaxotte, avaient encore du mal, récemment, à s'accorder sur une estimation comprise entre 60 000 et 2 000 000. En réalité, l'exode est d'autant plus difficile à chiffrer qu'il se poursuivit pendant un demi-siècle,.
En 1683, les Juifs sont collectivement expulsés des Antilles françaises, expulsion confirmée par le Code noir en 1685, dont le premier article enjoint à « tous nos officiers de chasser de nos dites îles tous les Juifs qui y ont établi leur résidence, auxquels, comme aux ennemis déclarés du nom chrétien, nous commandons d'en sortir dans trois mois à compter du jour de la publication des présentes ».

Une loi du 15 décembre 1790 rétablit toutes ces victimes françaises des persécutions religieuses dans leur nationalité :

« Toutes personnes qui, nées en pays étranger, descendant, en quelque degré que ce soit, d'un Français ou d'une Française expatriés pour cause de religion, sont déclarés naturels français et jouiront des droits attachés à cette qualité s'ils reviennent en France, y fixent leur domicile, et prêtent le serment civique. »

 Un siècle plus tard, l’article 4 de la loi du 26 juin 1889 (sur la nationalité) précise que :

« Les descendants des familles proscrites, lors de la révocation de l'Édit de Nantes, continueront à bénéficier des dispositions de la loi du 15 décembre 1790, mais à la condition d'un décret spécial pour chaque demandeur. Ce décret ne produira d'effet que pour l’avenir,. »

## Chiffres

Carte des Français inscrits sur les registres des consulats.

Le nombre d'inscrits sur le registre des Français établis hors de France était de 1 692 978 personnes au 1er janvier 2024. Ces données ne représentent cependant qu'une partie des ressortissants français vivant en dehors du territoire national, selon l'INSEE. En 2013, ils seraient presque deux fois plus, entre 3,3 et 3,5 millions.
En Belgique, par exemple, résidaient (au 2 janvier 2008) 132 421 ressortissants français selon les statistiques officielles belges (environ 123 000 en juin 2006), n'incluant donc pas les binationaux franco-belges, considérés comme belges en Belgique, ce alors qu'en juin 2006 seuls 78 500 Français, dont 27 % de binationaux, étaient immatriculés dans les consulats français de Belgique, ce qui faisait une différence d'environ 66 000 Français « mononationaux » inconnus des consulats français, soit 46 % du total. Au 1er août 2006, date limite de clôture des listes électorales pour les élections communales belges, il y avait 105 146 électeurs français potentiels (49 937 hommes, 55 209 femmes), dont seuls 20 % s'étaient inscrits sur les listes électorales belges (21 070, dont 9 969 hommes et 11 101 femmes).
En 2022, 31,8 % des Français établis hors de France sont des binationaux et moins de 10 % sont des expatriés temporaires. En 2018, 36,7 % des Français établis hors de France vivent au sein de l'Union européenne notamment dans les pays suivants : Royaume-Uni (147 506 inscrits), Belgique (127 558 inscrits) et Allemagne (112 000 inscrits). La communauté la plus importante est en Suisse avec 190 000 inscrits, suivi des États-Unis (163 699 inscrits).
Au 31 décembre 2022, la répartition des Français inscrits au registre s'établissait ainsi : Europe (UE) 27,9 %, Europe (hors EU) 21 %, Afrique du Nord - Moyen-Orient 15,2 %, Asie-Océanie 7,8 %, Amériques et Caraïbes 20,4 %, Afrique subsaharienne et océan Indien 7,7 %.
| Région                  | Pays                                  | Inscrits 2015 | Inscrits 2016 | Inscrits 2017 | Inscrits 2018 | Inscrits 2019 | Inscrits 2020 | Inscrits 2021 | Inscrits 2022 | Inscrits 2023 |
| ----------------------- | ------------------------------------- | ------------- | ------------- | ------------- | ------------- | ------------- | ------------- | ------------- | ------------- | ------------- |
| Afrique du Nord         | Algérie                               | 38 325        | 40 717        | 41 780        | 40 908        | 40 173        | 35 200        | 32 812        | 32 022        | 30 609        |
| Afrique du Nord         | Libye                                 | 191           | 173           | 124           | 63            | 70            | 63            | 70            | 66            | 54            |
| Afrique du Nord         | Maroc                                 | 51 109        | 52 728        | 54 043        | 54 674        | 53 824        | 51 521        | 51 008        | 52 578        | 53 562        |
| Afrique du Nord         | Tunisie                               | 21 932        | 22 438        | 23 324        | 23 539        | 23 230        | 22 389        | 21 571        | 21 035        | 20 454        |
| Afrique francophone     | Bénin                                 | 3 833         | 3 797         | 3 687         | 3 629         | 3 727         | 3 547         | 3 370         | 3 198         | 2 839         |
| Afrique francophone     | Burkina Faso                          | 3 442         | 3 317         | 3 423         | 3 610         | 3 687         | 3 411         | 3 342         | 3 103         | 2 681         |
| Afrique francophone     | Burundi                               | 377           | 290           | 308           | 285           | 305           | 321           | 342           | 326           | 353           |
| Afrique francophone     | Cameroun                              | 6 521         | 6 404         | 6 331         | 6 167         | 6 086         | 5 812         | 5 676         | 5 913         | 5 707         |
| Afrique francophone     | République centrafricaine             | 712           | 762           | 802           | 842           | 826           | 753           | 795           | 756           | 738           |
| Afrique francophone     | Comores                               | 1 855         | 1 735         | 1 686         | 1 851         | 1 839         | 1 729         | 1 693         | 1 790         | 1 779         |
| Afrique francophone     | Congo                                 | 6 879         | 6 921         | 6 630         | 6 032         | 5 407         | 4 514         | 4 464         | 4 320         | 3 861         |
| Afrique francophone     | Côte d'Ivoire                         | 16 429        | 17 034        | 17 776        | 17 856        | 18 095        | 17 588        | 17 356        | 17 584        | 17 270        |
| Afrique francophone     | Djibouti                              | 4 638         | 4 305         | 4 012         | 3 944         | 3 994         | 4 028         | 4 136         | 4 136         | 4 245         |
| Afrique francophone     | Gabon                                 | 10 568        | 10 600        | 9 795         | 9 036         | 8 563         | 7 790         | 7 162         | 7 379         | 7 360         |
| Afrique francophone     | Guinée                                | 3 026         | 2 949         | 2 837         | 2 664         | 2 424         | 2 135         | 2 121         | 2 190         | 2 249         |
| Afrique francophone     | Madagascar                            | 18 299        | 18 012        | 17 622        | 16 931        | 16 287        | 15 676        | 15 434        | 16 169        | 17 066        |
| Afrique francophone     | Mali                                  | 7 307         | 8 056         | 8 577         | 8 739         | 8 592         | 7 582         | 6 714         | 5 937         | 5 026         |
| Afrique francophone     | Maurice                               | 10 629        | 11 367        | 11 778        | 11 650        | 11 524        | 10 789        | 9 586         | 10 254        | 10 846        |
| Afrique francophone     | Mauritanie                            | 1 756         | 1 713         | 1 703         | 1 892         | 1 857         | 1 748         | 1 663         | 1 681         | 1 564         |
| Afrique francophone     | Niger                                 | 1 477         | 1 428         | 1 502         | 1 405         | 1 399         | 1 302         | 1 183         | 1 154         | 963           |
| Afrique francophone     | République démocratique du Congo      | 2 622         | 2 693         | 2 695         | 2 543         | 2 510         | 2 432         | 2 294         | 2 289         | 2 255         |
| Afrique francophone     | Rwanda                                | 303           | 365           | 381           | 356           | 375           | 316           | 329           | 388           | 447           |
| Afrique francophone     | Sénégal                               | 20 252        | 20 299        | 20 374        | 21 339        | 21 712        | 22 104        | 21 332        | 21 026        | 20 747        |
| Afrique francophone     | Tchad                                 | 1 483         | 1 454         | 1 442         | 1 377         | 1 348         | 1 309         | 1 318         | 1 279         | 1 181         |
| Afrique francophone     | Togo                                  | 2 740         | 2 588         | 2 573         | 2 671         | 2 721         | 2 583         | 2 522         | 2 426         | 2 317         |
| Afrique non francophone | Afrique du Sud                        | 7 659         | 7 921         | 8 109         | 8 009         | 7 784         | 7 309         | 6 800         | 6 484         | 6 324         |
| Afrique non francophone | Angola                                | 1 838         | 1 766         | 1 617         | 1 578         | 1 550         | 1 392         | 1 272         | 1 202         | 1 176         |
| Afrique non francophone | Botswana                              | 120           | 117           | 96            | 80            | 81            | 87            | 67            | 81            | 79            |
| Afrique non francophone | Cap Vert                              | 405           | 339           | 278           | 283           | 255           | 266           | 226           | 253           | 267           |
| Afrique non francophone | Éthiopie                              | 1 005         | 1 074         | 1 031         | 1 012         | 1 067         | 947           | 911           | 822           | 842           |
| Afrique non francophone | Ghana                                 | 1 080         | 1 153         | 1 185         | 1 139         | 1 105         | 1 028         | 1 082         | 1 126         | 1 136         |
| Afrique non francophone | Guinée-Bissau                         | 100           | 99            | 122           | 103           | 112           | 123           | 114           | 104           | 116           |
| Afrique non francophone | Guinée Équatoriale                    | 515           | 398           | 365           | 323           | 312           | 296           | 253           | 227           | 191           |
| Afrique non francophone | Kenya                                 | 1 561         | 1 657         | 1 814         | 1 888         | 1 867         | 1 778         | 1 594         | 1 670         | 1 779         |
| Afrique non francophone | Liberia                               |               |               |               | 62            | 51            | 40            | 43            | 39            | 49            |
| Afrique non francophone | Mozambique                            | 564           | 618           | 611           | 577           | 570           | 584           | 583           | 655           | 649           |
| Afrique non francophone | Namibie                               | 239           | 234           | 225           | 196           | 186           | 187           | 178           | 191           | 201           |
| Afrique non francophone | Nigeria                               | 1 678         | 1 594         | 1 485         | 1 358         | 1 229         | 1 177         | 1 262         | 1 253         | 1 225         |
| Afrique non francophone | Ouganda                               | 380           | 333           | 357           | 406           | 390           | 316           | 362           | 463           | 444           |
| Afrique non francophone | Seychelles                            | 602           | 581           | 573           | 495           | 434           | 381           | 370           | 390           | 398           |
| Afrique non francophone | Soudan                                | 239           | 251           | 242           | 244           | 201           | 203           | 206           | 203           | 142           |
| Afrique non francophone | Soudan du Sud                         | 90            | 88            | 68            | 71            | 60            | 47            | 23            | 21            | 35            |
| Afrique non francophone | Tanzanie                              | 744           | 681           | 660           | 629           | 567           | 511           | 556           | 642           | 716           |
| Afrique non francophone | Zambie                                | 209           | 193           | 163           | 167           | 161           | 187           | 200           | 223           | 185           |
| Afrique non francophone | Zimbabwe                              | 258           | 256           | 288           | 281           | 268           | 217           | 204           | 215           | 213           |
| Proche et Moyen-Orient  | Arabie saoudite                       | 5 893         | 6 143         | 6 173         | 6 154         | 5 923         | 5 494         | 5 375         | 5 536         | 5 795         |
| Proche et Moyen-Orient  | Bahreïn                               | 1 124         | 1 088         | 1 110         | 1 116         | 1 114         | 1 049         | 975           | 1 078         | 1 022         |
| Afrique du Nord         | Égypte                                | 6 090         | 6 030         | 6 034         | 5 951         | 5 708         | 5 223         | 5 321         | 5 768         | 6 231         |
| Proche et Moyen-Orient  | Émirats arabes unis                   | 20 638        | 22 502        | 22 822        | 23 054        | 23 736        | 23 991        | 24 390        | 27 030        | 27 941        |
| Proche et Moyen-Orient  | Iran                                  | 1 046         | 1 146         | 1 331         | 1 167         | 1 146         | 1 098         | 1 081         | 1 049         | 1 000         |
| Proche et Moyen-Orient  | Irak                                  | 391           | 399           | 431           | 402           | 374           | 348           | 340           | 336           | 325           |
| Proche et Moyen-Orient  | Israël (hors Jérusalem)               | 50 451        | 50 640        | 52 982        | 53 404        | 53 317        | 49 597        | 52 390        | 57 962        | 65 137        |
| Proche et Moyen-Orient  | Jérusalem et Territoires palestiniens | 21 964        | 20 496        | 19 348        | 17 771        | 17 201        | 18 448        | 22 455        | 23 330        | 23 855        |
| Proche et Moyen-Orient  | Jordanie                              | 1 503         | 1 642         | 1 634         | 1 569         | 1 526         | 1 480         | 1 428         | 1 498         | 1 547         |
| Proche et Moyen-Orient  | Koweït                                | 1 071         | 1 144         | 1 161         | 1 134         | 1 192         | 1 044         | 974           | 979           | 852           |
| Proche et Moyen-Orient  | Liban                                 | 22 121        | 23 046        | 24 181        | 24 230        | 25 022        | 23 534        | 21 070        | 20 327        | 20 180        |
| Proche et Moyen-Orient  | Oman                                  | 795           | 779           | 812           | 792           | 763           | 671           | 621           | 619           | 615           |
| Proche et Moyen-Orient  | Qatar                                 | 4 091         | 4 513         | 4 558         | 4 607         | 4 639         | 4 633         | 4 772         | 5 069         | 5 248         |
| Proche et Moyen-Orient  | Syrie                                 | 814           | 573           | 600           | 599           | 622           | 547           | 471           | 485           | 474           |
| Proche et Moyen-Orient  | Yémen                                 | 358           | 245           | 136           | 85            | 20            | 6             | 1             | 12            | 10            |
| Asie-Océanie            | Afghanistan                           | 201           | 207           | 176           | 136           | 118           | 103           | 77            | 63            | 38            |
| Asie-Océanie            | Australie                             | 24 284        | 25 267        | 25 348        | 24 834        | 24 825        | 23 298        | 21 233        | 23 582        | 24 203        |
| Asie-Océanie            | Bangladesh                            | 242           | 237           | 229           | 245           | 242           | 221           | 196           | 198           | 188           |
| Asie-Océanie            | Birmanie                              | 777           | 809           | 813           | 844           | 837           | 800           | 399           | 293           | 263           |
| Asie-Océanie            | Brunei                                | 171           | 134           | 124           | 112           | 91            | 70            | 59            | 73            | 70            |
| Asie-Océanie            | Cambodge                              | 4 731         | 4 880         | 4 994         | 5 021         | 5 021         | 5 074         | 4 945         | 4 975         | 4 967         |
| Asie-Océanie            | Chine                                 | 31 296        | 31 252        | 30 824        | 29 391        | 28 934        | 27 216        | 24 092        | 22 396        | 20 976        |
| Asie-Océanie            | Corée du Sud                          | 2 927         | 3 077         | 3 067         | 3 053         | 2 919         | 3 053         | 2 942         | 3 157         | 3 257         |
| Asie-Océanie            | Fidji                                 | 232           | 236           | 249           | 211           | 193           | 173           | 155           | 150           | 150           |
| Asie-Océanie            | Inde                                  | 9 585         | 9 571         | 9 303         | 8 924         | 8 530         | 7 938         | 7 236         | 7 186         | 6 969         |
| Asie-Océanie            | Indonésie                             | 4 301         | 4 395         | 4 471         | 4 241         | 4 320         | 4 170         | 3 732         | 3 707         | 3 538         |
| Asie-Océanie            | Japon                                 | 8 106         | 9 722         | 10 252        | 10 251        | 10 516        | 10 250        | 9 952         | 10 959        | 11 760        |
| Asie-Océanie            | Laos                                  | 2 090         | 2 129         | 2 137         | 2 070         | 1 930         | 1 907         | 1 927         | 1 966         | 2 075         |
| Asie-Océanie            | Malaisie                              | 3 422         | 3 411         | 3 460         | 3 218         | 3 083         | 3 004         | 2 758         | 2 678         | 2 752         |
| Asie-Océanie            | Mongolie                              | 129           | 109           | 103           | 99            | 87            | 81            | 81            | 82            | 91            |
| Asie-Océanie            | Népal                                 | 212           | 225           | 224           | 207           | 201           | 198           | 196           | 188           | 180           |
| Asie-Océanie            | Nouvelle-Zélande                      | 4 400         | 4 685         | 5 218         | 5 410         | 5 545         | 5 463         | 5 283         | 5 537         | 5 496         |
| Asie-Océanie            | Pakistan                              | 551           | 558           | 551           | 541           | 525           | 445           | 429           | 507           | 484           |
| Asie-Océanie            | Papouasie-Nouvelle-Guinée             | 69            | 77            | 85            | 80            | 56            | 47            | 34            | 40            | 62            |
| Asie-Océanie            | Philippines                           | 2 926         | 3 034         | 3 136         | 3 173         | 3 244         | 3 049         | 2 743         | 2 947         | 3 004         |
| Asie-Océanie            | Singapour                             | 12 000        | 13 952        | 14 576        | 14 400        | 14 682        | 14 154        | 12 776        | 13 130        | 12 512        |
| Asie-Océanie            | Sri Lanka                             | 529           | 591           | 644           | 686           | 680           | 619           | 610           | 586           | 570           |
| Asie-Océanie            | Taïwan                                | 1 961         | 2 124         | 2 231         | 2 233         | 2 329         | 2 310         | 2 190         | 2 665         | 2 750         |
| Asie-Océanie            | Thaïlande                             | 11 899        | 12 544        | 12 974        | 13 321        | 13 298        | 12 915        | 13 117        | 14 431        | 14 954        |
| Asie-Océanie            | Vanuatu                               | 1 840         | 1 900         | 1 898         | 1 919         | 1 912         | 1 967         | 2 086         | 2 164         | 2 227         |
| Asie-Océanie            | Vietnam                               | 7 401         | 7 652         | 7 832         | 7 789         | 7 647         | 7 360         | 7 162         | 7 225         | 7 163         |
| Europe hors UE          | Albanie                               | 203           | 197           | 185           | 189           | 204           | 194           | 200           | 192           | 206           |
| Europe hors UE          | Andorre                               | 3 141         | 3 114         | 2 888         | 2 702         | 2 434         | 1 941         | 1 859         | 2 012         | 2 205         |
| Europe hors UE          | Arménie                               | 529           | 548           | 551           | 560           | 559           | 537           | 563           | 606           | 585           |
| Europe hors UE          | Azerbaïdjan                           | 162           | 199           | 191           | 205           | 221           | 230           | 229           | 254           | 265           |
| Europe hors UE          | Biélorussie                           | 172           | 191           | 192           | 198           | 208           | 239           | 240           | 236           | 221           |
| Europe hors UE          | Bosnie-Herzégovine                    | 402           | 393           | 388           | 387           | 361           | 369           | 380           | 420           | 420           |
| Europe hors UE          | Géorgie                               | 326           | 376           | 402           | 421           | 440           | 460           | 457           | 505           | 520           |
| Europe hors UE          | Islande                               | 404           | 515           | 589           | 638           | 675           | 603           | 559           | 642           | 673           |
| Europe hors UE          | Kazakhstan                            | 461           | 457           | 432           | 393           | 358           | 261           | 290           | 312           | 286           |
| Europe hors UE          | Kosovo                                | 139           | 142           | 148           | 151           | 159           | 142           | 147           | 153           | 154           |
| Europe hors UE          | Macédoine du Nord                     | 241           | 251           | 268           | 258           | 260           | 280           | 289           | 309           | 277           |
| Europe hors UE          | Moldavie                              | 94            | 90            | 91            | 76            | 68            | 54            | 63            | 71            | 72            |
| Europe hors UE          | Monaco                                | 7 692         | 7 697         | 7 728         | 7 503         | 7 367         | 6 825         | 6 513         | 6 546         | 6 418         |
| Europe hors UE          | Monténégro                            | 132           | 135           | 144           | 147           | 146           | 134           | 145           | 154           | 158           |
| Europe hors UE          | Norvège                               | 4 682         | 5 191         | 5 576         | 5 738         | 5 605         | 5 514         | 4 861         | 4 955         | 4 218         |
| Europe hors UE          | Ouzbékistan                           | 97            | 105           | 106           | 135           | 114           | 125           | 151           | 168           | 214           |
| Europe hors UE          | Russie                                | 5 755         | 5 463         | 5 264         | 5 022         | 4 925         | 4 764         | 4 767         | 4 422         | 3 308         |
| Europe hors UE          | Serbie                                | 1 576         | 1 620         | 1 735         | 1 795         | 1 849         | 1 738         | 1 808         | 1 744         | 1 785         |
| Europe hors UE          | Suisse                                | 175 700       | 179 597       | 187 232       | 188 691       | 184 887       | 176 425       | 174 820       | 173 720       | 169 166       |
| Europe hors UE          | Tadjikistan                           | 54            | 36            | 25            | 23            | 19            | 13            | 15            | 13            | 16            |
| Europe hors UE          | Turkménistan                          | 185           | 95            | 69            | 96            | 148           | 88            | 55            | 47            | 41            |
| Europe hors UE          | Turquie                               | 9 029         | 9 851         | 10 895        | 11 694        | 12 781        | 13 064        | 12 777        | 12 937        | 12 970        |
| Europe hors UE          | Ukraine                               | 850           | 887           | 859           | 878           | 900           | 857           | 999           | 638           | 564           |
| Union européenne        | Allemagne                             | 114 020       | 118 331       | 116 388       | 112 903       | 109 425       | 101 048       | 91 879        | 96 245        | 93 750        |
| Union européenne        | Autriche                              | 8 859         | 9 215         | 9 666         | 10 087        | 9 908         | 9 569         | 8 853         | 9 640         | 10 315        |
| Union européenne        | Belgique                              | 120 724       | 124 978       | 127 558       | 124 182       | 121 558       | 109 885       | 105 684       | 112 132       | 117 755       |
| Union européenne        | Bulgarie                              | 1 325         | 1 412         | 1 463         | 1 526         | 1 628         | 1 611         | 1 546         | 1 579         | 1 587         |
| Union européenne        | Chypre                                | 1 380         | 1 409         | 1 418         | 1 348         | 1 316         | 1 207         | 1 090         | 1 072         | 1 088         |
| Union européenne        | Croatie                               | 1 005         | 1 021         | 1 040         | 1 066         | 1 071         | 995           | 938           | 973           | 900           |
| Union européenne        | Danemark                              | 5 188         | 5 695         | 5 773         | 5 668         | 5 659         | 5 321         | 5 035         | 5 833         | 6 076         |
| Union européenne        | Espagne                               | 86 016        | 84 730        | 85 121        | 83 331        | 83 614        | 80 894        | 78 721        | 82 462        | 81 381        |
| Union européenne        | Estonie                               | 228           | 278           | 287           | 310           | 340           | 375           | 446           | 558           | 582           |
| Union européenne        | Finlande                              | 2 901         | 3 059         | 3 157         | 3 180         | 3 258         | 3 062         | 2 763         | 3 036         | 3 161         |
| Union européenne        | Grèce                                 | 10 040        | 10 086        | 10 072        | 10 021        | 9 177         | 8 582         | 7 806         | 8 000         | 8 092         |
| Union européenne        | Hongrie                               | 2 489         | 2 564         | 2 644         | 2 646         | 2 556         | 2 418         | 2 288         | 2 454         | 2 269         |
| Union européenne        | Irlande                               | 9 089         | 10 161        | 10 723        | 10 889        | 10 505        | 10 417        | 10 378        | 11 520        | 11 376        |
| Union européenne        | Italie                                | 44 835        | 44 112        | 43 877        | 41 544        | 40 168        | 36 646        | 33 368        | 33 130        | 33 698        |
| Union européenne        | Lettonie                              | 227           | 269           | 282           | 279           | 312           | 351           | 340           | 389           | 399           |
| Union européenne        | Lituanie                              | 427           | 431           | 455           | 495           | 506           | 531           | 563           | 664           | 655           |
| Union européenne        | Luxembourg                            | 33 362        | 34 839        | 35 872        | 36 040        | 35 784        | 33 392        | 31 325        | 32 385        | 31 544        |
| Union européenne        | Malte                                 | 748           | 966           | 1 128         | 1 305         | 1 364         | 1 366         | 1 249         | 1 229         | 1 043         |
| Union européenne        | Pays-Bas                              | 24 001        | 25 685        | 26 131        | 25 920        | 24 404        | 22 389        | 20 584        | 23 138        | 24 865        |
| Union européenne        | Pologne                               | 6 170         | 6 195         | 6 436         | 6 274         | 6 104         | 5 767         | 5 260         | 5 711         | 5 900         |
| Union européenne        | Portugal                              | 15 284        | 16 488        | 17 432        | 16 611        | 17 245        | 16 785        | 16 206        | 17 600        | 20 006        |
| Union européenne        | Roumanie                              | 3 562         | 3 945         | 4 149         | 4 131         | 3 800         | 3 590         | 3 329         | 4 321         | 4 674         |
| Europe hors UE          | Royaume-Uni                           | 127 837       | 140 224       | 147 506       | 146 213       | 147 548       | 144 084       | 136 046       | 142 233       | 140 286       |
| Union européenne        | Slovaquie                             | 841           | 967           | 1 030         | 1 050         | 1 009         | 925           | 794           | 862           | 930           |
| Union européenne        | Slovénie                              | 720           | 735           | 740           | 746           | 731           | 713           | 729           | 748           | 806           |
| Union européenne        | Suède                                 | 7 075         | 7 654         | 8 261         | 8 819         | 8 629         | 8 444         | 7 878         | 8 838         | 8 571         |
| Union européenne        | République tchèque                    | 4 017         | 4 453         | 4 707         | 4 762         | 4 837         | 4 725         | 4 425         | 4 908         | 4 880         |
| Amérique Centrale-Sud   | Argentine                             | 13 456        | 12 327        | 12 496        | 11 906        | 11 811        | 10 695        | 10 488        | 11 096        | 11 545        |
| Amérique Centrale-Sud   | Bolivie                               | 1 527         | 1 539         | 1 517         | 1 511         | 1 412         | 1 253         | 1 189         | 1 180         | 1 113         |
| Amérique Centrale-Sud   | Brésil                                | 21 670        | 20 944        | 19 942        | 18 503        | 16 916        | 14 652        | 14 765        | 15 992        | 16 604        |
| Amérique Centrale-Sud   | Chili                                 | 10 690        | 11 652        | 12 252        | 13 011        | 13 617        | 12 604        | 11 308        | 10 730        | 9 683         |
| Amérique Centrale-Sud   | Colombie                              | 5 428         | 5 647         | 5 799         | 6 043         | 5 891         | 5 538         | 5 244         | 5 304         | 5 052         |
| Amérique Centrale-Sud   | Costa Rica                            | 2 557         | 2 668         | 2 704         | 2 840         | 2 835         | 2 519         | 2 467         | 2 479         | 2 418         |
| Amérique Centrale-Sud   | Cuba                                  | 764           | 922           | 1 042         | 1 073         | 1 164         | 1 055         | 964           | 899           | 674           |
| Amérique Centrale-Sud   | République dominicaine                | 4 106         | 4 023         | 3 850         | 3 804         | 3 493         | 3 193         | 3 099         | 3 151         | 3 240         |
| Amérique Centrale-Sud   | Équateur                              | 2 588         | 2 720         | 2 955         | 2 830         | 2 716         | 2 473         | 2 296         | 2 488         | 2 508         |
| Amérique Centrale-Sud   | Guatemala                             | 840           | 907           | 870           | 989           | 1 008         | 935           | 936           | 894           | 911           |
| Amérique Centrale-Sud   | Haïti                                 | 1 715         | 1 799         | 1 860         | 1 781         | 1 511         | 1 386         | 1 229         | 1 176         | 977           |
| Amérique Centrale-Sud   | Honduras                              | 274           | 265           | 287           | 281           | 256           | 240           | 229           | 216           | 225           |
| Amérique Centrale-Sud   | Jamaïque                              | 146           | 159           | 186           | 134           | 122           | 88            | 87            | 102           | 94            |
| Amérique Centrale-Sud   | Mexique                               | 18 537        | 18 235        | 18 745        | 19 813        | 20 687        | 21 136        | 21 382        | 21 729        | 20 794        |
| Amérique Centrale-Sud   | Nicaragua                             | 749           | 787           | 699           | 686           | 624           | 569           | 503           | 511           | 490           |
| Amérique Centrale-Sud   | Panama                                | 1 722         | 1 822         | 1 926         | 1 825         | 1 643         | 1 561         | 1 612         | 1 637         | 1 654         |
| Amérique Centrale-Sud   | Paraguay                              | 1 529         | 1 319         | 1 313         | 1 227         | 1 159         | 864           | 859           | 868           | 871           |
| Amérique Centrale-Sud   | Pérou                                 | 3 732         | 3 921         | 3 945         | 3 770         | 3 576         | 3 348         | 3 400         | 3 502         | 3 596         |
| Amérique Centrale-Sud   | Sainte-Lucie                          | 926           | 876           | 1 180         | 1 124         | 1 019         | 898           | 863           | 800           | 758           |
| Amérique Centrale-Sud   | Salvador                              | 624           | 604           | 576           | 557           | 489           | 463           | 418           | 449           | 447           |
| Amérique Centrale-Sud   | Suriname                              | 239           | 236           | 226           | 226           | 229           | 214           | 263           | 293           | 285           |
| Amérique Centrale-Sud   | Trinité-et-Tobago                     | 638           | 553           | 391           | 350           | 323           | 303           | 297           | 234           | 217           |
| Amérique Centrale-Sud   | Uruguay                               | 2 955         | 2 928         | 3 011         | 2 931         | 2 833         | 2 673         | 2 470         | 2 258         | 2 139         |
| Amérique Centrale-Sud   | Venezuela                             | 4 456         | 4 231         | 4 081         | 3 675         | 3 213         | 2 841         | 2 499         | 2 278         | 2 109         |
| Amérique du Nord        | Canada                                | 92 116        | 101 541       | 103 967       | 100 356       | 99 289        | 98 894        | 94 940        | 108 164       | 108 874       |
| Amérique du Nord        | États-Unis d'Amérique                 | 141 942       | 157 849       | 163 699       | 164 542       | 158 002       | 148 468       | 136 533       | 145 573       | 150 587       |

| Région                  | Inscrits 2015 | Inscrits 2016 | Inscrits 2017 | Inscrits 2018 | Inscrits 2019 |
| ----------------------- | ------------- | ------------- | ------------- | ------------- | ------------- |
| Afrique du Nord         | 111 557       | 116 056       | 119 271       | 119 184       | 117 297       |
| Afrique francophone     | 125 148       | 126 089       | 125 934       | 124 819       | 123 278       |
| Afrique non francophone | 19 286        | 19 353        | 19 289        | 18 901        | 18 250        |
| Proche et Moyen-Orient  | 138 350       | 140 386       | 143 313       | 142 035       | 142 303       |
| Asie-Océanie            | 136 282       | 142 778       | 144 919       | 142 409       | 141 765       |
| Europe hors UE          | 212 026       | 217 150       | 225 958       | 227 900       | 224 688       |
| Union européenne        | 632 370       | 659 902       | 673 316       | 661 346       | 652 456       |
| Amérique Centrale-Sud   | 101 868       | 101 084       | 101 853       | 100 890       | 98 547        |
| Amérique du Nord        | 234 058       | 259 390       | 267 666       | 264 898       | 257 291       |
| Monde                   | 1 710 945     | 1 782 188     | 1 821 519     | 1 802 382     | 1 775 875     |

Dans la mesure où l'inscription au registre mondial n’est pas obligatoire, un certain nombre de ressortissants français ne se font pas connaître des services consulaires. Fin 2013, la présence française à l’étranger était estimée à près de trois millions et demi de personnes par l'INSEE,.

## Représentation

### Associations spécifiques
Les principales associations sont l'Union des Français de l'étranger (UFE), fondée en 1927, liée aux partis de droite, reconnue d'utilité publique depuis 1936 et Français du Monde (FDM-ADFE), fondée en 1980 sous le nom d'Association démocratique des Français à l'étranger à l'initiative de personnalités classées à gauche et reconnue d'utilité publique en 1986.
On peut y ajouter la Fédération internationale des accueils français et francophones à l'étranger (FIAFE), qui regroupe plus de 200 accueils à travers le monde.
Les fédérations de parents d'élèves rassemblent des associations fonctionnant dans les établissements d'enseignement français à l'étranger, dont certaines sont gestionnaires des établissements conventionnés avec l'AEFE. La plus importante est la Fédération des associations de parents d’élèves des établissements d’enseignement français à l’étranger (Fapée).

### Assemblée spécifique
Les Français établis hors de France sont représentés par l'Assemblée des Français de l'étranger (AFE), successeur du Conseil supérieur des Français de l'étranger (CSFE), créé par un décret du 7 juillet 1948. Les premières élections au CSFE ont eu lieu au printemps 1950, elles concernaient 42 conseillers sur 55, les autres étant nommés ou siégeant de droit de par leur fonction.
L'AFE est un organisme consultatif de 90 membres. Son fonctionnement est assuré par l'administration centrale du ministère des Affaires étrangères.
Mardi 14 mai 2013, l'Assemblée nationale a reporté une nouvelle fois les élections de l'AFE qui devaient se tenir au mois de juin 2013 en zone B (Europe et Asie) et en 2016 en Zone A (Afrique- Amérique). Les mandats des élus de la zone B seront donc prolongés. En ce qui concerne la zone Afrique- Amérique, les mandats des élus seront donc interrompus en 2014, soit deux ans avant la fin de leur mandat. Ces changements font suite à un projet de réforme de cette Assemblée qui devrait disparaître pour devenir un « Haut Conseil des Français de l'Étranger ». Dans le même temps, des électeurs de quatre continents tels que Laurence Helaili (Irlande), Mika Mered (États-Unis), Aurélia Le Tareau (Canada), lancent une pétition appelant au respect des électeurs et de la durée de mandat de leurs élus.
Les Français établis hors de France sont aussi représentés par les conseils consulaires dans leur pays de résidence.

### Parlementaires
Sous la Quatrième République, trois représentants des Français établis hors de France étaient élus au sein du Conseil de la République (Sénat), qui comptait 315 membres.
Sous la Cinquième République le nombre de ces sénateurs passe à six en 1959, puis à neuf en 1962, pour tenir compte du déséquilibre au détriment de l'Europe et de l'Amérique, après les indépendances africaines, et enfin à douze en 1982.
La réforme de la constitution française de juillet 2008 a prévu que « Les Français établis hors de France sont représentés à l'Assemblée nationale et au Sénat (article 24 de la constitution) ». Un projet de loi a donc été présenté en septembre 2008 en Conseil des ministres pour que les Français établis hors de France soient désormais représentés à l'Assemblée nationale.
La loi relative à l'élection des députés et au redécoupage des circonscriptions électorales prévoit l'élection de 11 députés au scrutin uninominal majoritaire à deux tours par circonscription (identique au mode d'élection des autres députés) lors des élections législatives de juin 2012.

#### Circonscriptions législatives

Carte des 11 circonscriptions législatives des Français établis hors de France en 2022.

| Circonscription           | Étendue territoriale                                                      |
| ------------------------- | ------------------------------------------------------------------------- |
| Première circonscription  | États-Unis et Canada                                                      |
| Deuxième circonscription  | Amérique du Sud, Amérique Centrale, Mexique et Antilles                   |
| Troisième circonscription | Europe du Nord                                                            |
| Quatrième circonscription | Benelux                                                                   |
| Cinquième circonscription | Péninsule ibérique et Monaco                                              |
| Sixième circonscription   | Suisse et Liechtenstein                                                   |
| Septième circonscription  | Europe de l'Est (hors Russie), Europe centrale et Balkans                 |
| Huitième circonscription  | Chypre, Grèce, Israël, Italie, Malte, Turquie et Territoires palestiniens |
| Neuvième circonscription  | Maghreb, Afrique de l'Ouest                                               |
| Dixième circonscription   | Partie du Moyen-Orient et de l'Afrique                                    |
| Onzième circonscription   | Asie (incl. Russie) et Océanie                                            |

### Élections présidentielles et référendums
Les Français établis hors de France peuvent voter à l'étranger pour l'élection du président de la République et en cas de référendum national.

### Élections européennes
Les Français de l'étranger ont pu voter dans des bureaux constitués par les autorités consulaires pour les listes françaises aux élections européennes tant qu'a duré le système de circonscription nationale unique.
Depuis l'instauration de plusieurs circonscriptions aux élections européennes en 2003, seuls ceux qui sont inscrits sur les listes électorales en France pouvaient voter, dans les bureaux de vote en France. À partir de 2014, les Français de l'étranger inscrits dans les consulats peuvent voter dans la circonscription Île-de-France.
Par ailleurs, le vote aux élections européennes dans deux pays différents est interdit, notamment pour les Français inscrits sur les listes électorales de leur pays de résidence (y compris les binationaux). Depuis 2014, les autorités compétentes communiquent à leurs partenaires la liste des ressortissants étrangers inscrits sur leurs listes (sans décompte des binationaux, qui ne sont pas considérés comme étrangers).
Pour les élections de 2024, le scrutin est prévu pour le dimanche 9 juin 2024 (le samedi 8 juin dans certaines régions d'Amérique et des Caraïbes).

### Gouvernement
Le gouvernement François Fillon (3) a introduit auprès du ministre des Affaires étrangères un secrétariat d'État chargé des Français de l'étranger. Le poste a été successivement occupé par David Douillet (de juin à septembre 2011), puis Édouard Courtial (de septembre 2011 à mai 2012).
Dans le premier gouvernement Ayrault, formé en mai 2012, il devient un ministère délégué, et il est alors chargé de la Francophonie en plus des Français de l'étranger. Le poste est attribué à Yamina Benguigui. Lors de la formation du deuxième gouvernement Ayrault, en juin 2012, le portefeuille est de nouveau dissocié de la Francophonie, et ce ministère délégué est assuré par Hélène Conway-Mouret, qui garde le portefeuille jusqu'à la démission de Jean-Marc Ayrault.
Dans le gouvernement Manuel Valls (1), le ministère délégué est supprimé et Fleur Pellerin est nommée le 9 avril secrétaire d'État chargée du Commerce extérieur, du Développement du tourisme et des Français de l'étranger. Le gouvernement Manuel Valls (2) confie les mêmes fonctions à Thomas Thévenoud puis à Matthias Fekl, qui les conserve dans le gouvernement Bernard Cazeneuve jusqu'à sa nomination comme ministre de l'Intérieur le 21 mars 2017. C'est enfin Jean-Marie Le Guen, secrétaire d'État chargé du Développement et de la Francophonie qui reprend en avril 2017 la question des Français établis hors de France jusqu'au 10 mai.
Dans le gouvernement Jean Castex, Jean-Baptiste Lemoyne est depuis le 26 juillet 2020 secrétaire d'État chargé du Tourisme, des Français de l’étranger et de la Francophonie, après avoir été secrétaire d'État auprès du ministre de l'Europe et des Affaires étrangères, sans que ses compétences ne soient explicitées autrement que par des déclarations du ministre.

## Pour approfondir